# Kathleen Ferrier

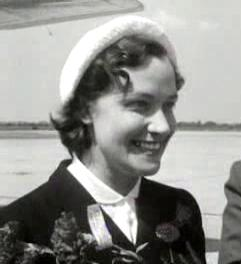
Kathleen Ferrier (1951)

Kathleen Ferrier (* 22. April 1912 in Higher Walton bei Preston, Lancashire, England; † 8. Oktober 1953 in London) war eine englische Sängerin (Altistin). Der Schwerpunkt ihres Repertoires lag im Lied- und Oratoriengesang.

## Leben
Kathleen Ferrier bekam bereits in frühen Jahren neben ihrer Schulausbildung Klavierunterricht. Wegen familiären Geldmangels musste sie mit vierzehn die Schule verlassen. Ihre Klavierausbildung konnte sie jedoch an der Royal Academy of Music abschließen. Die nächsten vierzehn Jahre arbeitete sie im Telefondienst bei der Post. Nebenbei sang sie in vielen Chören, nahm erfolgreich an verschiedenen Klavierwettbewerben teil, erwarb mit achtzehn Jahren eine Goldmedaille und 1931 das Lehrdiplom.
1935 heiratete sie den Bankdirektor Bert Wilson und zog mit ihm nach Carlisle. Ihre Ehe wurde 1947 geschieden. 1937 nahm Ferrier am Carlisle Festival als Pianistin und als Sängerin teil. Hier gewann sie den ersten Preis als beste Sängerin des Festivals. Es war gleichzeitig der Wendepunkt für ihre musikalische Karriere. Zwei Jahre später wurde ihre erste Rundfunkaufnahme produziert. 1941 sang Ferrier für das Council for the Encouragement of Music and the Arts. Sie tourte quer durch Großbritannien, um während der Kriegsjahre Musik zu den Menschen in Fabriken und Dörfern zu bringen. Der Dirigent Malcolm Sargent sagte ihr eine große Zukunft voraus und empfahl ihr professionellen Unterricht. 1942 ging Kathleen Ferrier mit Hilfe ihrer Schwester nach London, um bei Roy Henderson ihre Stimme weiter zu schulen.
1948 trat Ferrier mit großem Erfolg zum ersten Mal in New York auf. Es folgten Tourneen durch Amerika, Kanada, Holland und Skandinavien. 1951 unterzog sie sich einer Operation, in der ein Tumor in der Brust entfernt wurde. Der Eingriff schien erfolgreich und sie kehrte bald danach in ihr Konzertleben mit vielen Tourneen im In- und Ausland zurück. Mit dem damals hoch gefeierten Dirigenten Bruno Walter verband sie eine tiefe Freundschaft. Durch die Zusammenarbeit mit ihm, die 1947 anlässlich einer gemeinsamen Aufführung von Gustav Mahlers Lied von der Erde auf dem Edinburgh International Festival begann, brachte sie Mahlers Werk einem größeren Publikum zur Kenntnis. Trotz einer weiteren Operation verschlechterte sich ihr gesundheitlicher Zustand immer mehr. 1953 starb sie in ihrem zweiundvierzigsten Lebensjahr an Brustkrebs. Sie wurde im Golders Green Crematorium in London eingeäschert, wo sich auch ihre Asche befindet.
Nach Kathleen Ferrier ist der Wettbewerb Kathleen Ferrier Memorial Competition benannt.

## Karriere
In ihrer kurzen Karriere sang sie unter den berühmtesten Dirigenten ihrer Zeit, darunter John Barbirolli, Eduard van Beinum, Adrian Boult, Benjamin Britten, Herbert von Karajan, Clemens Krauss oder Malcolm Sargent und oft auch gemeinsam mit Kollegen wie Isobel Baillie oder Peter Pears. Benjamin Britten schrieb seine zweite Oper The Rape of Lucretia für Kathleen Ferrier, die in ihr die Hauptrolle singen sollte:

„Eine Altistin als Heroine ist ungebräuchlich, doch besaß die Oper in Kathleen Ferrier eine Trägerin der Handlung, die mühelos, mit prachtvollen Stimmitteln und edlem Spiel die Tragödie zu gestalten wußte.“

Zu ihrem Repertoire gehörten Lieder von Mahler, Brahms, Schubert und Schumann genauso wie die Oratorien von Händel und Elgar. Trotz seiner Kürze war Kathleen Ferriers Leben nicht tragisch. In den zehn Jahren ihres Ruhms erreichte sie mehr als andere Sänger in ihrem ganzen Leben. Bruno Walter soll gesagt haben, dass seine größten Privilegien in seinem Leben die Bekanntschaft und die Zusammenarbeit mit Kathleen Ferrier und Gustav Mahler waren.

## Diskografie
Die ersten Aufnahmen mit Kathleen Ferrier wurden 1944 in London für EMI in den Abbey Road Studios gemacht. Diese Aufnahmen waren als Tests gedacht und nicht für den Verkauf bestimmt. Es sollte weitere 35 Jahre dauern, bis sie als Schallplatte in den Handel kamen. Drei weitere Aufnahmesessions für EMI folgten, unter anderem mit Musik von Händel, Greene, Purcell und Mendelssohn. 1946 wechselte Ferrier zu Decca. Hier entstanden ihre wichtigsten Projekte, wie Pergolesis Stabat mater, Bachs Matthäus-Passion, Glucks Orfeo ed Euridice, sowie eine Auswahl von britischen Liedern. Zu ihren größten Erfolgen gehören die Aufnahmen von Mahlers Symphonie Das Lied von der Erde mit Bruno Walter 1952. Außer ihren Schallplattenaufnahmen sind viele Rundfunkmitschnitte erhalten geblieben. Einige davon wurden Jahre später als Schallplatte herausgebracht.

## Auszeichnungen für Musikverkäufe
| Goldene Schallplatte - Niederlande - 1999: für das Album World of Kathleen Ferrier |

| Land/RegionAuszeichnungen für Musikverkäufe (Land/Region, Auszeichnungen, Verkäufe, Quellen) | Gold  | Platin | Verkäufe | Quellen |
| -------------------------------------------------------------------------------------------- | ----- | ------ | -------- | ------- |
| Niederlande (NVPI)                                                                           | Gold1 | —      | 50.000   | nvpi.nl |
| Insgesamt                                                                                    | Gold1 | —      |          |         |

## Film
- Kathleen Ferrier. Ein Lied von der Erde. (OT: Kathleen Ferrier. Le Chant de la Terre.) Dokumentarfilm, Frankreich, 2011, 53 Min., Buch und Regie: Diane Perelsztejn, Produktion: arte France, Idéale Audience, Les Films de la Mémoire, Diane Perelsztejn & Co., deutsche Erstsendung: 9. Februar 2014 bei arte; Inhaltsangabe – arte.tv